# 親愛的貝斯
「親愛的貝斯」（イヌゴエ）是2006年由包括日本神奈川電視台在內的「東名阪6家聯合電視台」製播的日本電影及連續劇。電影由山本浩司、阿部力主演，連續劇由綾野剛主演。台灣國興衛視引進該劇的電視版，於週六時段播出。
電影版於2006年2月上映，連續劇版則於2006年10月播出。2006年12月電影版的續集「親愛的貝斯：幸福的肉球」（イヌゴエ 幸せの肉球）正式上映。

## 電視版

### 故事概要
前田大輝是個剛接手父親咖啡館的年輕人，但經營不佳又遭熟人倒帳，還無奈地收養被拿來抵債用的法國鬥牛犬貝斯。然後此般困境卻讓怕狗的大輝意外聽得見每隻狗的心聲。
為了善用這項能力來挽回倒店的劣勢，大輝決定轉型成為狗狗咖啡館，與貝斯聯手解決來到店內的客人與狗狗們的各種困擾，一段趣味又溫馨的幸福故事就此開始。

### 登場人物
- 前田大輝：綾野剛

咖啡店老闆。
- 貝斯：哈奇（配音演出：浩）

大輝飼養的狗。品種為法國鬥牛犬。
- 山之上郁美：奥田惠梨華

將房屋租給大輝開設咖啡店的房東。超愛機動戰士剛彈。
- 蘭巴魯：李哈（配音演出：須賀裕太）

郁美飼養的狗。10歲的公狗。
- 森野由美繪：長谷部瞳

大輝經營的咖啡店服務生、女子大學的學生。

## 電視版日本播出時間
- 2006年10月16日～12月18日：KBS京都
- 2006年10月19日～12月21日：神奈川電視台（tvk）、埼玉電視台、三重電視台、太陽電視台（東名阪6家聯合電視台成員）
- 2006年10月22日～12月24日：千葉電視台（東名阪6家聯合電視台成員）
- 2007年1月12日～3月16日：IBC岩手放送
- 2007年8月17日～ ：秋田電視台（週一下午3:00～3:30播出）
- 2009年10月24日～12月26日：仙台電視台
- 2010年7月9日～9月24日：札幌電視台（週一深夜播出）
- 神奈川電視台（tvk）於2007年4月5日～6月7日晚間10:00～10:30再度重播。

## 電影版
電影版及其續集由横井健司執導，分別於2006年2月18日及2006年12月2日於日本上映。

### 登場人物
- 芹澤直喜：山本浩司
- 力石創：村上淳
- 道場遙：馬渕英俚可
- 音無千怒：宮下智美
- 大森博史
- 櫻井聖
- 蜷川美穗
- 辻晨明
- 伊藤高
- 飯田孝男
- 手塚徹
- 渡邊真起子
- 貝斯：文太（配音演出：遠藤憲一）

## 電影版續集

### 登場人物
- 成田凌：阿部力
- 吉田涼子：中村麻美
- 香山功：大下源一郎
- 木下里美：伴杏里
- 古泉杏子：霧島麗香
- 穿著西裝的男子：山本浩司
- 濱野正：溫水洋一
- 山田純子
- 大槻修治
- 伊藤沙莉
- 古郡正輝
- 櫻田聖子
- 綾野剛
- 奥田恵梨華
- 長谷部瞳

## 電視版主題曲
- 片頭曲：電氣甜心《Electric Candy》
- 片尾曲：電氣甜心《Goodbye and kiss me》
- 挿曲：Family〜岡田兄弟〜《矢印》（箭頭）